# Ernst Jockers
Ernst Wilhelm Jockers (* 7. Januar 1887 in Sand bei Kehl; † 7. September 1963 in Bad Nauheim) war ein deutsch-amerikanischer Schriftsteller, Lehrer, Hochschullehrer und Germanist.

## Leben
Als Sohn des Schwanenwirts in Sand geboren, studierte Jockers Philologie, Philosophie und Geographie in Straßburg. Während seines Studiums wurde er 1905 Mitglied der Burschenschaft Arminia Strassburg. 1909 wurde er zum Dr. phil. promoviert. Von 1911 bis 1914 war er als Oberlehrer für Moderne Sprachen an der Deutschen Schule in Lissabon tätig, danach bis 1919 als Direktor für den Bereich Moderne Sprachen an der Deutschen Oberrealschule in Barcelona. Von 1919 bis 1924 war er Lehrer am Realgymnasium in Pforzheim. 1925/26 ging er als Lehrer ans City College der Universität New York und war von 1926 bis 1929 Assistant Professor für Deutsche Sprache und Literatur an der University of Pittsburgh. Danach war er an der University of Pennsylvania tätig, ab 1934 als ordentlicher Professor für Deutsche Literatur. Nebenbei war er als freier Schriftsteller tätig. 1936 erhielt er die Staatsbürgerschaft der Vereinigten Staaten von Amerika. 1957 wurde er emeritiert, hielt in Philadelphia aber weiter Vorträge und Radiosendungen, vor allem über Schriftsteller, die er bei seinen Reisen nach Deutschland getroffen hatte, zum Beispiel auf Kongressen und am Rande seiner Gastvorlesungen. Im Jahre 1963 zog er wieder nach Deutschland und starb noch im gleichen Jahr in Bad Nauheim während eines Kuraufenthalts.

## Ehrungen
- 1957: Bundesverdienstkreuz 1. Klasse der Bundesrepublik Deutschland
- 1962: Ehrendoktorwürde des Franklin und Marshall College
- Ehrenbürger von Sand

## Veröffentlichungen (Auswahl)
- Die englischen Seneca-Übersetzer des 16. Jahrhunderts. Dissertation Universität Strassburg 1909.
- Gedenke, dass du ein Deutscher bist! Drei Reden. Barcelona: Verlag von Carl Seither 1915.
- Deutsch-amerikanischer Musenalmanach. New York 1925.
- Die Deutschen. Ihr Werden und Wesen. Richmond, New York 1929.
- Wandlungen. Gedichte. Berlin, New York 1931.
- Soziale Polarität in Goethes Klassik. Philadelphia 1942.
- J. Otto Schweizer. The Man and His Work. Philadelphia 1953.
- Die Ahne. Freudenstadt 1957.
- Ludwig Friedrich Barthel. Ein Lyriker unserer Zeit. Passau 1960.
- Florian Seidl. Kallmünz 1961.